# Grupo Desportivo Atlético Juventude do Moxico
Maillots
Le Grupo Desportivo Atlético Juventude do Moxico est un club angolais de football basé à Luena.

## Historique
- Inter Clube 4 de Junho do Moxico
- 23 novembre 2006 : Grupo Desportivo Atlético Juventude do Moxico